# Kevin Bobson
Kevin Marlon Bobson (Amsterdam, 13 novembre 1980) è un ex calciatore olandese, di ruolo attaccante.

## Biografia
Suo figlio Divaio Bobson è un calciatore professionista.

## Palmarès

### Club

#### Competizioni nazionali
- Coppa dei Paesi Bassi: 1

Ajax: 1998-1999